# Zwischbergental
Zwischbergental – dolina w Szwajcarii w kantonie Valais, w Alpach Pennińskich. W miejscowości Gondo odchodzi na zachód od doliny Val Divedro i dochodzi do przełęczy Zwissbergenpass (3268 m).
Od północy dolinę ogranicza boczny grzbiet masywu Weissmies m.in. ze szczytami: Tallihorn (3448 m), Tossenhorn (3225 m), Schijenhorn (2980 m) i Balmahorn (2870 m). Oddziela on dolinę Zwischbergental od doliny Laggintal. Od południa, od włoskich dolin Val di Antrona i  Val Bognanco, oddziela ją główny grzbiet masywu Andolla i Alp Pennińskich m.in. ze szczytami Cima Dora (2454 m), Cima del Rosso (2624 m), Cima Verosso (2444 m) i Camoscellahorn (2612 m). 
Doliną płynie potok Gross Wasser wypływający z lodowca Zwissbergengletscher. Uchodzi on w Gondo do rzeki Diverii.
Jedyną miejscowością w dolinie jest Zwischbergen.

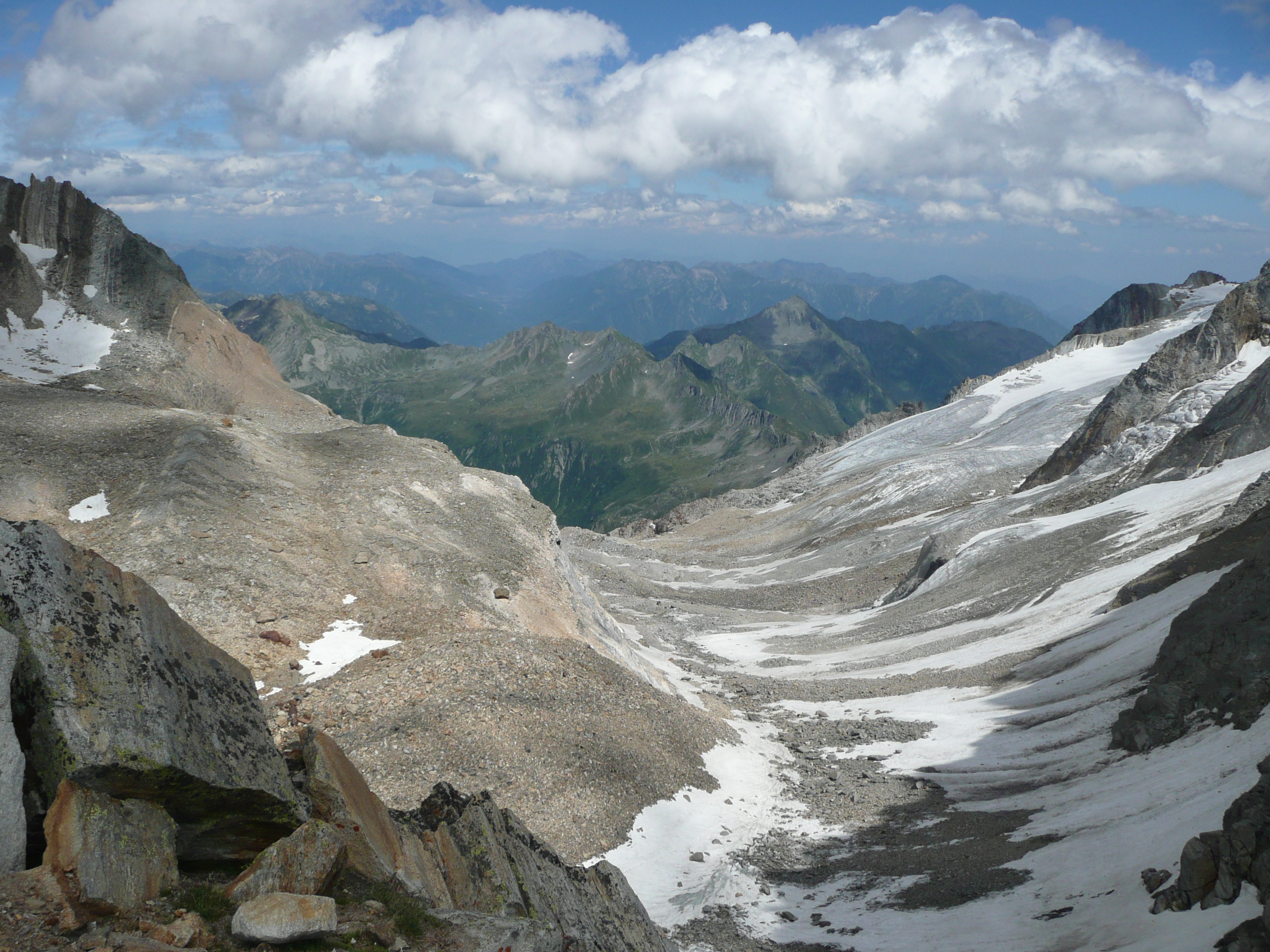
Widok na dolinę i lodowiec Zwissbergengletscher z przełęczy Zwischbergenpass